# Maná
Maná – meksykański zespół powstały w 1978 w Guadalajarze.
Zespół zdobył cztery Grammy Awards, pięć Latin Grammy Awards, pięć MTV Video Music Awards Latin America, trzy Premios Juventud award, pięć Billboard Latin Music Awards i dwanaście Premios Lo Nuestro awards.

## Dyskografia
| Maná                        | - Data: 12 maja 1987 - Wydawca: Universal Music      | —  | —  | —  | —  |                            |
| Falta Amor                  | - Data: 2 lipca 1990 - Wydawca: Warner Music         | —  | —  | 27 | 13 |                            |
| ¿Dónde Jugarán Los Niños?   | - Data: 27 października 1991 - Wydawca: Warner Music | 90 | —  | 4  | 2  | - USA: 12x platynowa płyta |
| Cuando los Ángeles Lloran   | - Data: 25 kwietnia 1995 - Wydawca: WEA Latina       | —  | —  | 6  | 2  | - USA: złota płyta         |
| Sueños Líquidos             | - Data: 14 października 1997 - Wydawca: WEA Latina   | 67 | 67 | 1  | 1  | - USA: złota płyta         |
| Revolución de Amor          | - Data: 20 sierpnia 2002 - Wydawca: WEA Latina       | 59 | 22 | 1  | 1  | - USA: złota płyta         |
| Amar es Combatir            | - Data: 22 sierpnia 2006 - Wydawca: WEA Latina       | 1  | 4  | 1  | 1  | - USA: złota płyta         |
| Drama y Luz                 | - Data: 12 kwietnia 2011 - Wydawca: WEA Latina       | 1  | 5  | 1  | 1  | - USA: 2x platynowa płyta  |
| Cama Incendiada             | - Data: 21 kwietnia 2015 - Wydawca: WEA Latina       | 2  | 15 | 1  | 1  |                            |
| "—" album nie był notowany. |                                                      |    |    |    |    |                            |